# 森可政
森 可政（もり よしまさ）は、戦国時代から安土桃山時代にかけて武将。江戸時代の旗本、美作国津山藩の家老。諱は、勝也（かつなり）ともいう。

## 生涯
永禄3年（1560年）に森可行の次男として生まれた。長可や忠政ら兄弟の叔父にあたる。
出生地は尾張国葉栗郡蓮台（現岐阜県羽島郡笠松町）という。
はじめ織田信長に仕え、九一郎と称し、宗兵衛（惣兵衛）と改称したのは天正の末か文禄の頃という。部将の羽柴秀吉に属して、天正元年（1573年）に近江国近江の内で若干の知行を与えられた。
天正10年（1582年）の本能寺の変後に長可配下の甲賀衆の伴惟安が安土城に居住していた（これには人質としての意味もあった）長可の弟の仙千代（後の森忠政）と母の妙向尼、可政の娘・於鍋を秘密裏に救出に向かった。しかし、伴は仙千代と妙向尼だけを救出し、於鍋を政情不安な安土に置き去りにした。この一件以降、可政は長可と不仲となり森家を出奔する（於鍋は後に可政が独力で救出）。
秀吉の直臣となり、天正11年（1583年）には馬廻として黄母衣衆に列し、天正12年（1584年）の長久手の戦い、天正18年（1590年）の小田原の役に従軍。ただし微禄であり、武将として史料に名は登場しない。
文禄元年（1592年）からの文禄・慶長の役にも参加して、肥前国名護屋城に駐屯し、朝鮮に渡海して各地を巡視して軍功もあったということで、1,860石が加増された。
秀吉亡き後の慶長4年（1599年）9月、浅野長政・大野治長・土方雄久の三名が伏見城の徳川家康の暗殺を企てたとされる陰謀が露見した際には、赤井忠泰・佐々長成・三好一任・三好房一と共に、対岸の向島に逃れた家康のもとに、夜を厭わず馳せ参じて警備に加わったので、感謝された。
慶長5年（1600年）7月、会津征伐に従軍して下野国小山で家康に拝謁し、本知の安堵を約束され、9月の関ヶ原の戦いでは東軍の有馬則頼に属した。戦後は500石を加封され、摂津国豊島郡と丹波国船井郡の内に併せて2,360石を知行した。後に500石は次男の可澄に分知している。
江戸幕府成立後は旗本。
慶長9年（1604年）6月、従五位下対馬守に叙任される。

### 津山藩の執権職に就く
慶長17年（1612年）、津山藩主で甥の森忠政が、将軍徳川秀忠に幕臣である可政を下賜してくれるよう願い出て認められたため、美作国津山に下向した。このとき幕府より預かった知行地は長男の重政に譲った。
可政は所領5000石（のち加増され7000石）と執権職を与えられ、さらに可政の津山入りの際には忠政自ら迎えに現れるなど、好待遇を受ける。
その後は執権として森家中で大きな発言力を得て、3人の息子と共に忠政を補佐し、慶長19年（1614年）から慶長20年（1615年）の大坂の陣の2度の戦の際に忠政が領国を留守にする時には、留守居役として領国経営を代行した。
元和9年（1623年）6月16日に死亡。享年64。京都建仁寺の常光院に葬られた。法名は紹賢。